# Всесвіт Піднесення
Всесвіт Піднесення — вигаданий всесвіт, створений американським письменником-фантастом Девідом Бріном. Центральною особливістю цього всесвіту є процес біологічного піднесення.
Його книги, дія яких відбувається у цьому всесвіті:
- Сонцедайвер (1980)
- Зоряний приплив (1983)
- Війна за піднесення (1987)
- Сага про піднесення:
  - Бликучий риф (1995)
  - Берег нескінченності (1996)
  - Небесне охоплення (1998)

Існує також новела «Афіцінадо» (первісна назва «Життя в екстримі»), опублікована в 1998 році, яка є приквелом до серії в цілому (вона також є частиною Існування, непов'язана робота Бріна), а також новела «Спокуса», опублікована в 1999 році в Far Horizons, яка є продовженням «Небесне охоплення». Він також написав «Зв'язок з інопланетянами: ілюстрований путівник до всесвіту Піднесення Девіда Бріна», путівник про передісторію серіалу.
Брін планує принаймні ще одну книгу Піднесення, оскільки він заявив у 2012 році, що Спокуса «стане ключовим елементом наступного роману Піднесення… і дає відповіді на кілька нерозв'язаних загадок, що залишилися з Небесним охопленням».
GURPS Uplift — це джерело для науково-фантастичної рольової гри, заснованої на Всесвіті Піднесення. Він містить кілька історій, які відбуваються в Дзідзьо після закінчення Heaven's Reach .

## Налаштування
У всесвіті Піднесення міжгалактична цивілізація під назвою П'ять Галактик, що складається з безлічі розумних рас, існувала мільярди років. Ця цивілізація увічнена актом «Піднесення», в якому вид «покровитель» генетично модифікує вид «клієнта» до розуму, поки він не стане розумним. Клієнтський вид зазвичай пов'язаний зі своїм видом-покровителем на 100 000 років. Вид покровителів отримує значний статус, а покровителі та клієнти часто об'єднуються у могутні клани. Статус покровителя можна втратити через винищення або грубі злочини проти галактичної цивілізації. Брін ввів цей термін, який з тих пір використовувався вченими, що пишуть у цій галузі, як правило, для розуміння.
У цьому Всесвіті загальновизнано, що процес підйому був ініційований понад два мільярди років тому видами, відомими лише як Прародителі. Отже, людство є аномалією — видом без явної раси-покровителя. Чи справді людство еволюціонувало незалежно, чи воно було злочинно покинуте невідомим покровителем на початку свого підйому, є темою запеклих дискусій. Більшість людства вважає себе «вовчим» видом, який з'явився в розумі виключно шляхом природної еволюції, без генетичних маніпуляцій з боку виду-покровителя. Більшість галактичної цивілізації вважає цю віру єрессю та смішною, і більшість галактичних сил стали ворогами Земного Клану. Той факт, що людство вже підняло два види (шимпанзе та дельфінів-афалін), коли воно зіткнулося з галактичною цивілізацією, надало людству статус покровителя, що є одним із небагатьох щасливих поворотів, які воно мало в своєму важкому становищі парії в галактичній цивілізації. Це врятувало людство від ймовірної долі стати клієнтом іншої раси через примусове усиновлення або карального знищення за екологічну шкоду, завдану Землі та її місцевим видам. З філософської точки зору, як було зазначено, Брін бачить нижчі форми життя з потенціалом для підйому, як діти, які виростуть у дорослих.
Людство та його клієнти спільно відомі як Земний Клан, а уряд — Рада Террагенів. Ієрархія існує всередині різних розумних видів на землі, хоча всі вони співпрацюють. Людство у всесвіті Піднесення не є домінуючим або технологічно просунутим видом — воно відстає від великих галактичних сил на століття, навіть тисячоліття, і має кілька ворогів, здатних його повного знищення. Хоча існує співпраця між людьми та різними інопланетними расами, існує також співпраця між людьми та їхніми «клієнтськими» (піднесеними тваринами) расами аж до того, що вони спільно об'єднують екіпажі космічних кораблів.
Цивілізація П'яти Галактик має кілька «Інститутів», які є бюрократичними установами, які визначають, як види взаємодіють один з одним і процес підйому. Одним із найвизначніших з них є Бібліотечний інститут, сховище всіх знань. Людство пишається тим, що використовує Бібліотеку якомога менше. Наприклад, замість того, щоб спиратися на високодосконалі конструкції зоряних кораблів, доступних у Бібліотеці, людство прагне розробити власні (загалом значно нижчі) судна. Люди відчувають, що це спосіб проявити власну незалежність і креативність, і час від часу це дозволяє їм знаходити рішення проблем, які насправді здивували могутніші раси.
Інститут міграції визначає, які планети можна колонізувати та за яких екологічних обмежень, насамперед для того, щоб відповідні раси все ще могли еволюціонувати для подальшого піднесення. Інститут також забезпечує поділ дихання воднем і дихання киснем порядків розумного життя. Інші міжгалактичні інститути регулюють розвиток розумних видів, навігацію, війну тощо. Бюрократи набираються з усіх рас, але від них очікується, що вони будуть ставити інтереси свого бюро вище інтересів своєї раси та підтримувати суворий нейтралітет; однак це трапляється не завжди.
Цивілізація П'яти Галактик складається виключно з видів, що дихають киснем. Ця цивілізація знає, але за традицією рідко, якщо взагалі взаємодіє з ними, інші типи розумного життя, які включають ті, що дихають воднем, трансцендентні, механічні, меметичні та квантові. Існує також спеціальне позначення для гіпотетичних порядків життя, які також могли існувати, але не були виявлені.

### Технології
На відміну від більшості інших рас, люди та їхні клієнти вважають творчість дуже бажаною — інші вважають, що все корисне вже відкрито, тому було б ефективніше шукати все, що їм потрібно, у Галактичній бібліотеці. Земний клан також вважаються дивними через використання архаїчних технологій на додаток до більш просунутих галактичних технологій або іноді віддають перевагу примітивним технологіям, які вони розуміють, перед більш просунутими, яких вони ще не розуміють. Зокрема, земний клан використовує обчислення, яке невідоме та якому галактичне суспільство не довіряє. Усі інші раси просто застосовують метод скінченихї елементів до будь-якої проблеми завдяки своїй здатності використовувати стільки обчислювальної потужності, скільки може знадобитися для моделювання всіх явищ.

### Соціальна поведінка
Більшість галактичних «кланів» є радше феодальними й іноді експлуататорськими, і приділяють значний наголос на етикеті й особливо на шанобливій поведінці членів «підлеглих» рас по відношенню до представників «вищих» рас. Тому вони часто вважають неофіційну промову Земного клану образливою, а егалітарне ставлення людей до їхніх нео-шимпанзе та нео-дельфінів-клієнтів — дурницею, якщо не відверто образливою.

### Мови
У піднесеному світі піднесені клієнти розмовляють англійською мовою, єдиною мовою, яка замінила всі попередні людські мови, і всі школи Земного клану також навчають семимову, широко використовуваної галактичної мови. Дельфінів зображують як знавців мов, і вони мають дві власні: Тринітарну, свистячу мову, якою вони говорять у хайку, і первісну дельфінячу, «мову мрії», яка є мовою пісні, яку вони можуть використовувати для спілкування. один з одним і з китами. Піднесені тварини можуть втратити здатність говорити під час стресу, як тимчасову дееволюцію.
Галактики мають кілька спеціалізованих мов, включаючи математичні, тональні, засновані на гідролокації та «мости». Деякі мови є складнішими за інші: в одному романі інопланетянин на ім'я Елвін, який є «гун» (інопланетний вид), зазначає, що лише деякі мови достатньо хороші для опису високотехнічних процесів, і зазначає, як деякі люди переходять на «семимову» або «двомову», які він не розуміє. Голосові зв'язки шимпанзе були модифіковані, щоб вони могли артикулювати людську мову.

## Земний клан
Земний клан — це ім'я людства та їхніх клієнтів (види тварин або рослин, які піднімаються) у всесвіті Піднесення Девіда Бріна. Вони названі на честь їх спільної батьківщини Землі.
У книгах людство — це незначна раса, яка не має відомих покровителів (вид, відповідальний за їх піднесення) і має переважно примітивні технології. У людей є два (підтверджені) клієнти, і їх офіційно називають «клієнти людей неошимпанзе та неодельфіни». Ставши покровителями до контакту з галактичним суспільством, людство неусвідомлено захистило себе від примусу стати клієнтом старшої раси.

### Люди
Люди у всесвіті Піднесення, як правило, не зазнавали серйозних генетичних маніпуляцій, хоча були докладені спільні зусилля для змішування всіх етнічних груп людей і виведення вищих людей. Існують передові доповнювальні технології, але вони не широко використовуються людьми. Люди самі є «покровителями» інших видів, яких вони виховують.

### Неошимпанзе
Шимпанзе були першими клієнтами людей і є найбільш «повноцінними» в тому, що вони найближче до повної розумності. Спочатку шимпанзе вилучають із сімей і вирощують у середовищі людей, де вони розвиваються та набувають мовних здібностей. Вони є клієнтами рівня 2, але майже стали клієнтами рівня 3, коли губру вторглися в Гарт. Неошимпанзе люблять музику, особливо перкусію. Вони соромляться ситуацій, які нагадують їм про їхній колишній статус «розумних тварин», особливо це стосується наготи, лазіння по деревах і, перш за все, втрати здатності говорити під час стресу. І дельфіни, і шимпанзе втрачають частину своїх розумових здібностей у певних ситуаціях, тема деволюції в роботах Бріна.

### Неодельфіни
Дельфіни були другими клієнтами людей і є одними з найкращих пілотів у П'яти Галактиках, оскільки їхнє водне походження дає їм чудові інстинкти для тривимірних маневрів. Вони також важливі у планетарній війні, оскільки більшість галактиків не знають про стратегічний потенціал моря. Неодельфіни є клієнтами 2-го рівня й нещодавно отримали власний корабель Стрікер (відкриття Стрікера пізніше викликали суперечки серед розумних видів, що дихають киснем). Неодельфіни перебувають на відносно ранній стадії розвитку, і це має кілька наслідків, важливих для сюжетів оповідань: оптимальна генетична суміш для неодельфінів ще не визначена, а деякі нові генетичні суміші стають небезпечними до колег у стресовому стані; існують значні відмінності між старшими та молодшими неодельфінами, зокрема, літнім особинам важче говорити; і їм доводиться боротися з тенденціями скочуватися до атавістичної поведінки, як-от «китова мрія» та рятівна лихоманка (яка змушує їх самостійно йти на берег). Дельфіни та люди спілкуються за допомогою англійської мови, яка називається англійською.

### Неогорили
Люди погодилися не підвищувати горил, доки інші їхні клієнти не підуть далі шляхом Піднесення. Проте деякі люди таємно продовжили проект у невеликому світі-колонії Гарт. Неогорили певним чином розуміють, що їх підносять, і обрали теннаніна своїми «покровителями» на церемонії на Гарті. Це дуже важливо з політичного погляду, оскільки консервативні та свідомі теннаніни є великою військовою силою, а вибір неогорил перетворює теннанінів із ворогів на союзників Земного Клану. Після усиновлення теннанінами неогорил називають «гартлінгами».

### Кікі
Кікі — передрозумний вид земноводних, вперше виявлений на планеті Кітруп командою Стрікера яка переконала їх стати клієнтами людей. Якщо це відбудеться, Кікі стануть першими позаземними клієнтами людства.

## Основні теми

### Піднесення
Концепція педнесення є основною темою романів, про яку згадувалося та обговорювалося в численних наукових статтях, включаючи психологічні та зоологічні журнали. Джордж Дворскі, написавши в Journal of Evolution and technology, назвав новий вміст чудовими прикладами сценаріїв теоретичного піднесення. Хоча сама концепція розглядалася іншими авторами до Бріна, наприклад, Гербертом Веллсом в «Острові доктора Моро», саме Брін ввів цей термін, який з тих пір використовувався вченими, які пишуть у цій галузі, як правило, для концепції.

#### Піднесення як позитивна концепція
Сам Брін зауважив, що інші автори (зокрема Герберта Веллса «Острів доктора Моро») висвітлювали ідею піднесення тварин, але в цих прикладах піднесення було франкенштейнівською негативною концепцією, коли тварини перетворювалися на монстрів. Ці романи, навпаки, зображували темну сторону підйому, небезпеку вченого, що грає в бога. У роботі Бріна ця сама концепція використовується в позитивному ключі, щоб наблизити людей до тварин, що він розглядає як фінал.
Інші письменники коментували цей аспект Бріна, відрізняючи його від інших письменників через це, порівняно з тим, як його зображують у більшості інших художніх творів. Більшість інших авторів погано ставляться до піднесених тварин у своїх різних сценаріях. Піднесені тварини використовуються як інструменти чи раби, або у випадку з Планетою мавп як лиходії. Брін сприймає концепцію більш позитивно, оскільки «люди-покровителі та їхні клієнти-шимпанзе та дельфіни працюють разом у радісному партнерство», і що майже обов'язком людини є піднесення нижчих створінь до рівності з їхніми покровителями.

### Екологія
Екологія та управління генетичним різноманіттям є основними темами в книгах Піднесення. У цьому Всесвіті різні інопланетні раси надають великого значення захисту екології, і ті раси, які визнають екологічно руйнівними, розглядаються різними іншими расами як злочинці в книгах і караються за свої злочини.

#### Релігія
Релігійна ортодоксия та поведінка статичних суспільств також є темами. Більшість рас, які протистоять Клан Землі та переслідують Стрікера, описуються як релігійні фанатики, і їх обурює можливість того, що скромний Клан Землі міг дізнатися про долю Прародителів, що, можливо, прямо суперечить основним віруванням кількох галактичних релігій. Клан Землі здебільшого не дотримується цих релігій, натомість напівжартома довіряючи свою долю Іфні, богині удачі та випадковості, хоча є також підгрупа клану Землі, відома як даники, які належать до культу, який вірить у галактичних шахраїв, Ротен, втрачені покровителі людства.

### Видовість
Однією з головних тем його творчості є ідея специцизму. Теми Бріна про тварин, піднесених до людей, були відмічені як об'єднання проти дискримінаційних точок зору в сучасному суспільстві. Його робота передбачає, що люди не дуже відрізняються від тварин. Сам Брін говорив про скляну стелю, з якою стикаються нелюдські види з точки зору еволюції, і про те, що люди були обраною категорією для досягнення чуттєвості — це майже щастя. Ці теми помітні в його творчості. Проте було відзначено, що незважаючи на розвиток деяких видів і роботу Бріна, спрямовану на пошук егалітарного запропонованого суспільства для нижчих форм життя та людей, люди все ще позиціонуються в романах як центральні герої.
Пов'язана тема з тим фактом, що люди — єдиний розумний вид на планеті, полягає в тому, що, як такі, ми несемо відповідальність перед іншими видами, і ми зобов'язані допомагати іншим видам, зокрема розвивати їх до розуму. Брін і його робота припускають, що це майже егоїзм з боку людей не розглядати можливість підвищення інших істот до людського рівня чуття.

### Деволюція
Деволюція також є темою його творчості. Це один із методів у книгах для вказівки на відмінність і перевагу людей над іншими. І неошимпанзе, і неодельфіни з часом повертаються до своєї основної тваринної природи, зокрема, коли перебувають у стресі, в один момент уся команда дельфінів, за винятком кількох, переходить до основної тваринної поведінки. Це приносить їм велику ганьбу, зокрема неошимпанзе. Через те, що клієнти набули свідомості завдяки підйому, і цей процес є незавершеним, недосконалим, і вони іноді можуть повернутися до свого децентралізованого стану. Тема деволюції також досліджується через шість рас на Дзідзьо, які стверджують, що насправді прагнуть до неї, як частину містичного досвіду самопізнання. На відміну від прибульців і піднесених тварин, люди не переходять і не бажають цього.

### Важливість мови
Важливість мови також є темою, причому набуття мови є ознакою чуття, а втрата її в певних ситуаціях шимпанзе є ганебною річчю. Усі піднесені створіння отримують дар мови, коли їх підносять люди. Перевіряються як розумові, так і фізичні здібності, випробування інопланетянами на тваринах, що підвищуються, перевіряють обидва, і, хоча фізичні здібності шимпанзе, які не піддаються розвитку, і шимпанзе, які підвищуються, будуть однаковими, розумові здібності, очевидно, покращаться. Наприклад, з точки зору мови, люди пишаються персонажем шимпанзе Джеффрі (головний персонаж шимпанзе в Sundiver), який продовжує використовувати людську мову, навіть коли стикається зі стресом смерті, якому він піддається. Рівень складності мов було відзначено Іною Роай-Фадерман, яка зазначає, що лише деякі складні мови можна використовувати для опису суворих технічних проблем, пов'язаних із космічними подорожами.

### Колоніалізм
Деякі коментарі підкреслюють паралелі між піднесеними расами та їхніми покровителями та колоніалізмом. Сам Брін досить критично ставиться до цієї концепції та підкреслює, де деякі покровителі піднімають менших істот, а потім експлуатують їх замість того, щоб допомагати їм. Проте люди загалом ставляться до своїх піднесених клієнтів краще, ніж до багатьох інших ставляться їхні покровителі, як правило, у галактиці.

## Контур сюжету
Перша книга із серії Піднесення, Сонцедайвер(1980), по суті, є детективом і відбувається лише через десятиліття після першого контакту людства з п'ятьма галактиками. У цій історії людство відкриває мешканців сонця та змову повалити расу покровителів. Це єдиний роман, який безпосередньо стосується Землі. Головний герой, Джейкоб Демва, згадується в пізніших романах як наставник Джилліан Баскін і Тома Орлі, а капітан «Сондайвера» ненадовго з'являється у «Війні Підйому», отримавши звання адмірала. Це свідчить про те, що галактичні технології значно збільшили тривалість життя людей.
Друга книга, Зоряний приплив (1983), відбувається через століття. Він розповідає про космічний корабель-амфібію Земного клану «Стрікер» (з екіпажем піднесених дельфінів та їхніх людей-покровителів), який виявив колосальний покинутий флот. Стрікера переслідують, оскільки п'ятьма галактиками поширюються чутки про те, що корабель знайшов останки Прародителів.
Третя книга, Війна за піднесення (1987), відбувається приблизно в той самий час, що й «Зоряний приплив», але в іншій частині галактики. Міжгалактична війна, спричинена подіями Зоряного припливу, призвела до успішного вторгнення в колонію Земного Клану на планеті Гарт, густо населеній шимпанзе, що піднялися на гору.
У 1995 році було опубліковано Бликучий риф, першу книгу в новій трилогії Саги про піднесення. Трилогія (за винятком першої книги, яка присвячена виключно Дзідзьо) розповідає про тих, хто вижив на космічному кораблі «Стрікер», і продовжують уникати різних галактичних сил. По дорозі вони зустрічають приховану планету, яку заселили шість рас, які незаконно оселилися та покинули цивілізацію П'яти Галактик. Згодом вони встановлюють контакт з іншими рівнями життя. Другою та третьою книгами нової трилогії Uplift є Берег нескінченності і Небесне охоплення.
У Березі нескінченності серія підсумовує висновки про природу життя у Всесвіті та одкровення про мотивацію найдавніших видів у П'яти Галактиках. Надаються додаткові пояснення щодо триваючої місії Стрікера, долі Землі після вторгнення та природи галактичного життя в змовах галактичної цивілізації.
Оповідання «Афіцінадо» або «Життя в екстремальному стані» є першим із усіх написаних на даний момент творів і розповідає про перші дні програми піднесення людини до Контакту. Вміст цієї історії з тих пір було повторно використано як частину непов'язаного роману «Існування», що робить її позицію у всесвіті підвищення невизначеною.
Новела «Спокуса» розгортається про Дзідзьо одразу після закінчення «Берегів нескінченності» та розповідає про те, що сталося з деякими персонажами трилогії після втечі Стрікера від Дзідзьо, а також пропонує деякі натяки щодо долі таємничого Буюра, остання гонка, щоб законно оселитися там.

## Хронологія
Нижче наведено підсумкову хронологію подій, детально описаних у Всесвіті Uplift, що відповідає григоріанському календарю:
| Дата | Подія                              |
| 2212 | Контакт з галактичною цивілізацією |
| 2246 | Інцидент з Сонцедайвером           |
| 2489 | Події Зоряного припливу            |
| 2492 | Війна після підйому                |